# Feodor Korsch
Heinrich Michael Feodor Korsch (* 28. September 1856 in Mohrungen, Ostpreußen; † 23. September 1914 bei Dommartin-la-Montagne gefallen) war ein deutscher Sanitätsoffizier, zuletzt Generalarzt.

## Leben

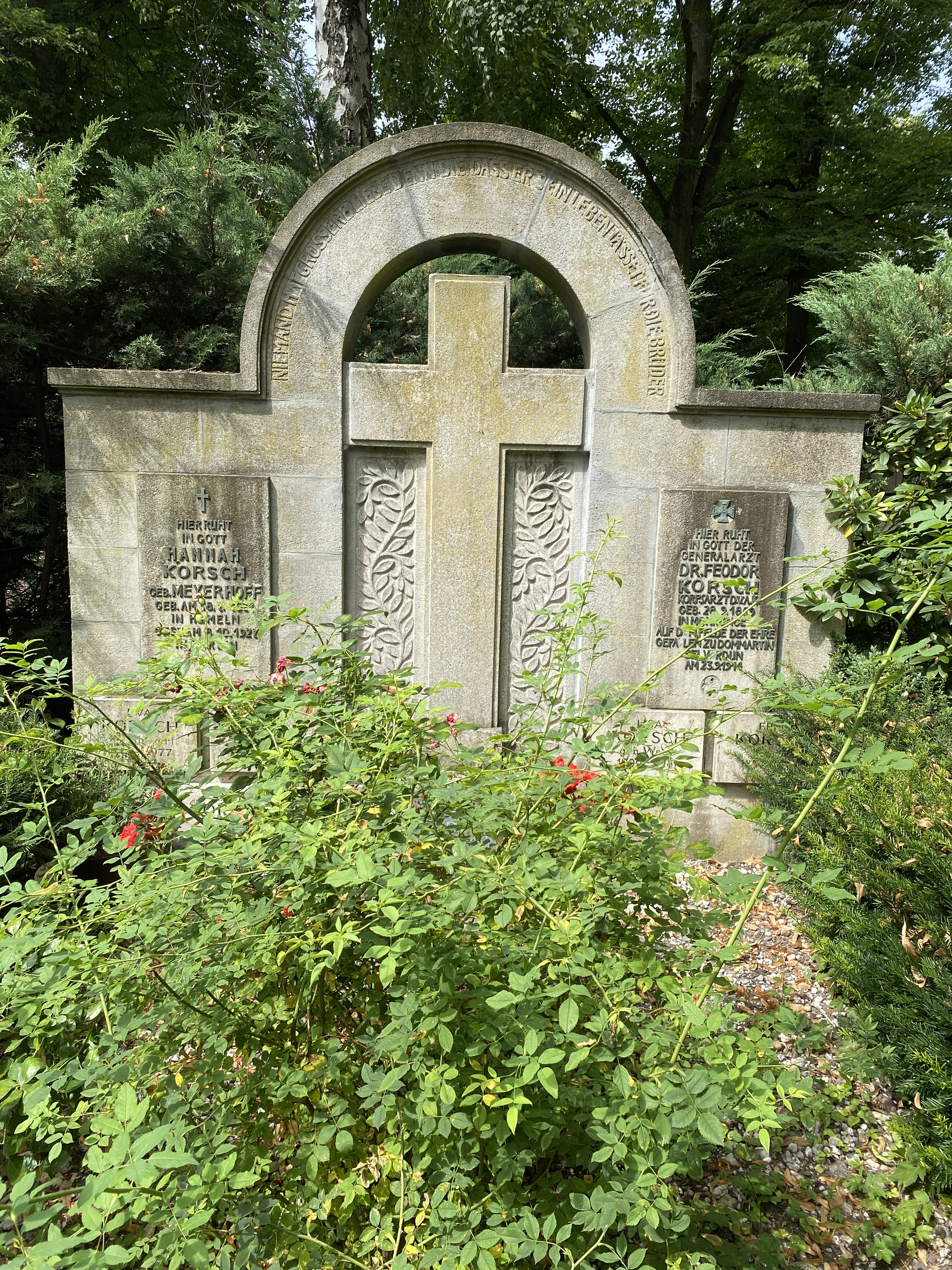
Grabstätte auf dem Friedhof Dahlem (Feld 009-02)

Korsch war Sohn des Mohrunger Pfarrers Gustav Adolf Korsch. Korsch besuchte die Realschule und das Gymnasium in Bartenstein. Ostern 1877 erhielt er dort sein Abitur.
Er studierte ab 29. März 1877 bis 15. März 1881 am Medizinisch-Chirurgischen Friedrich-Wilhelm-Institut und wurde Mitglied des Pépinière-Corps Franconia. Er promovierte am 19. Februar 1881 zum Dr. med. und wurde anschließend zur Nervenklinik der Charité kommandiert. Am 26. August 1882 zum Assistenzarzt und 1883 zum Stabsarzt ernannt. Von März 1891 bis November 1892 war er an die Chirurgische Klinik der Charité kommandiert. 1897 wurde er für zwei Monate für das Rote Kreuz im Griechisch-Türkischen Krieg eingesetzt und war hierfür beurlaubt.
Mit Beginn des Weltkrieges zog er als Generalarzt (Beförderung am 11. September 1907) und Korpsarzt des V. Armee-Korps (Posen) an die Westfront. Ende September 1914 besichtigte er einen Verbandsplatz und wurde dabei durch Granatsplitter schwer verwundet. Kurze Zeit später starb er an der Verwundung.
Am 5. Oktober 1914 wurde auf dem Friedhof Dahlem eine Trauerfeier abgehalten.

## Werke (Auswahl)
- Ueber die Behandlung der Unterschenkelbrüche im Umhergehen. In: Charité-Annalen, 1892, II, S. 439–451.
- Ueber Behandlung von Ober- und Unterschenkelbrüchen und von complicierten Brüchen mit ambulatorischen Gypsverbänden. In: Archiv für klinische Chirurgie, Band 4, 1894. S. 282–286.
- Beiträge zur Mechanik des Gehverbandes. In: Berliner klinische Wochenschrift, Nr. 9, 1895.
- Kriegschirurgische Erfahrungen aus dem griechisch-türkischen Kriege 1897. Mittler, 1899.